# St. Dionysius (Rottershausen)

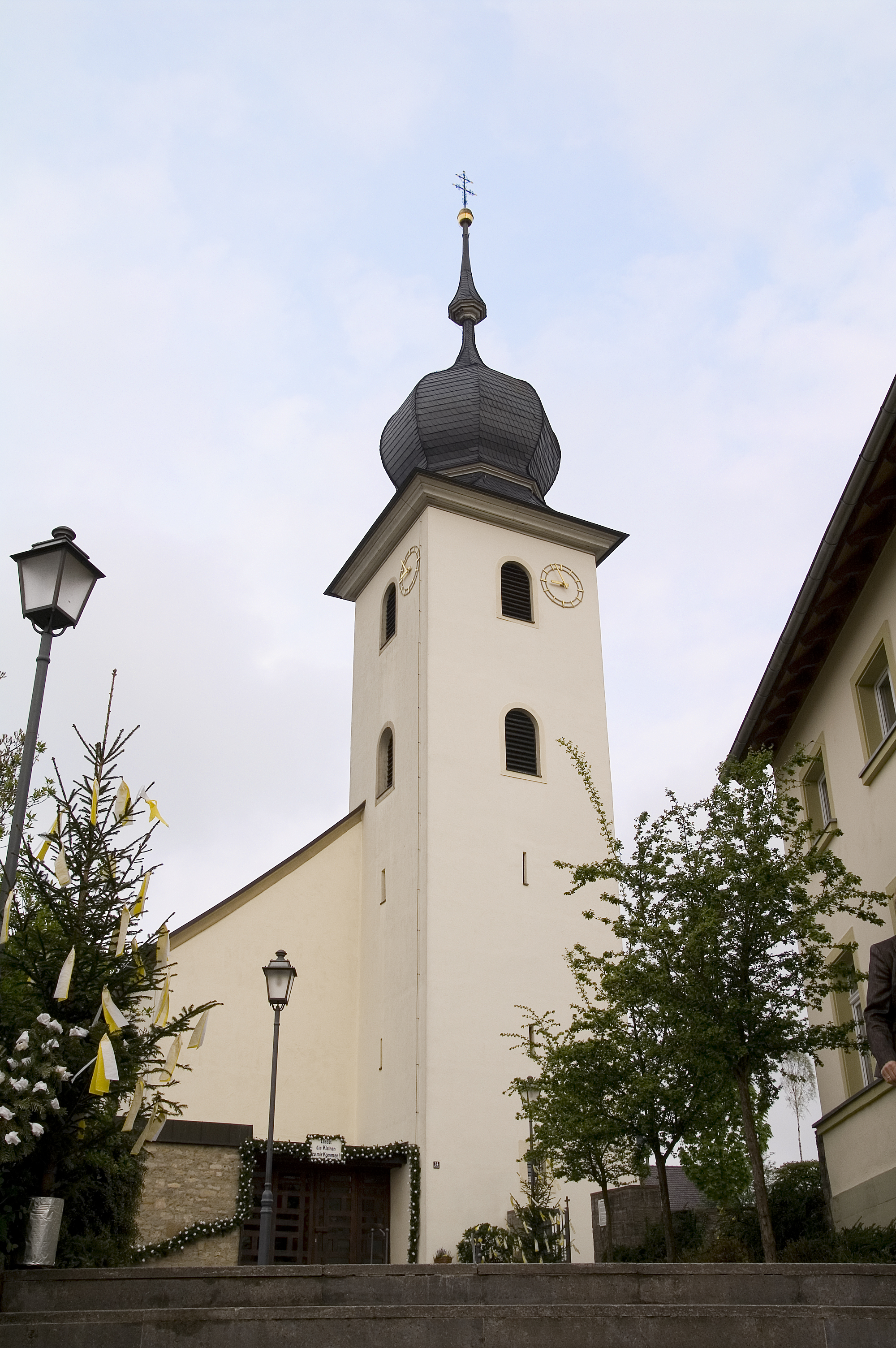
Kirche St. Dionysius Rottershausen

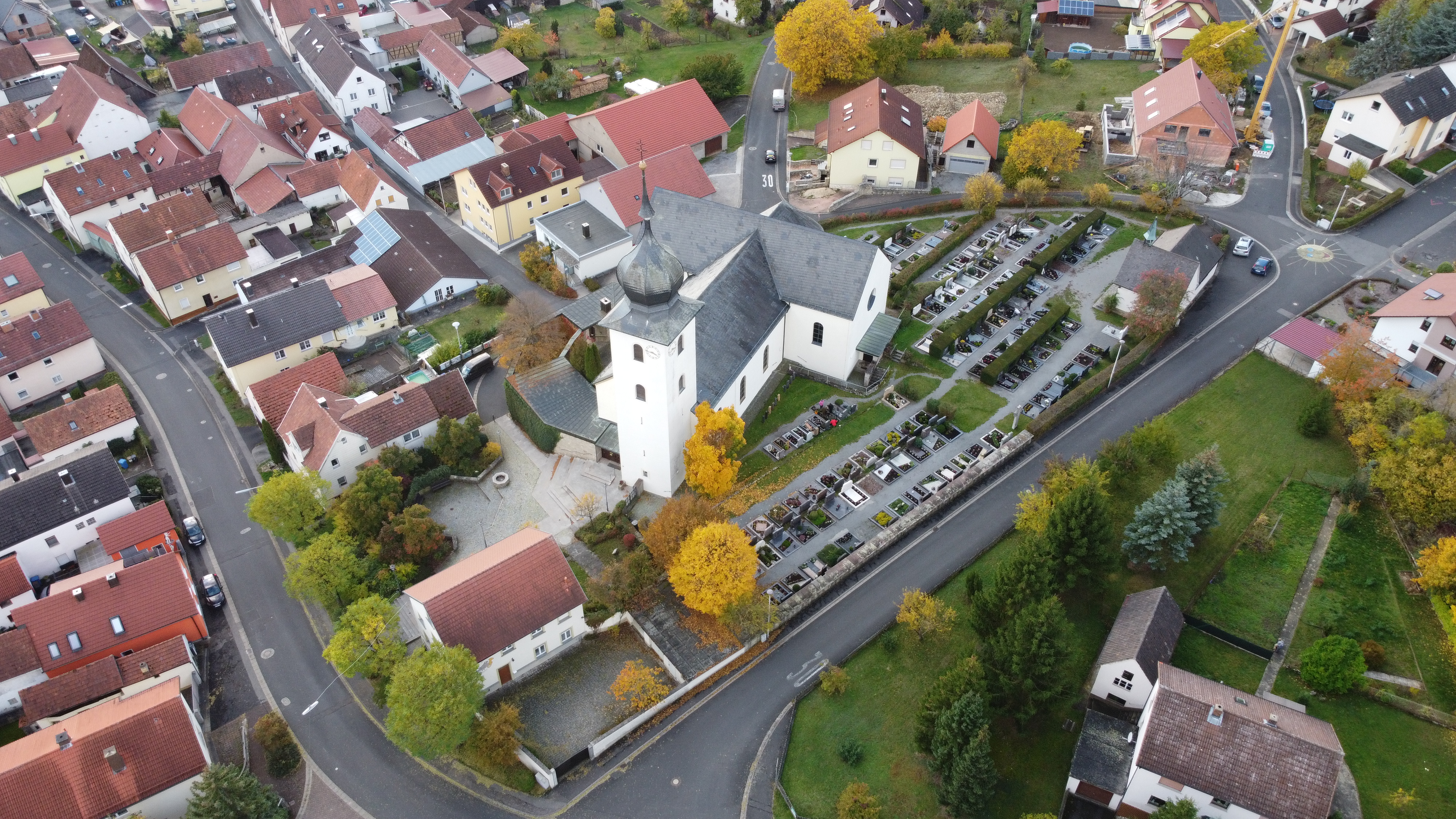
Luftaufnahme: Katholische Kirche St. Dionysius

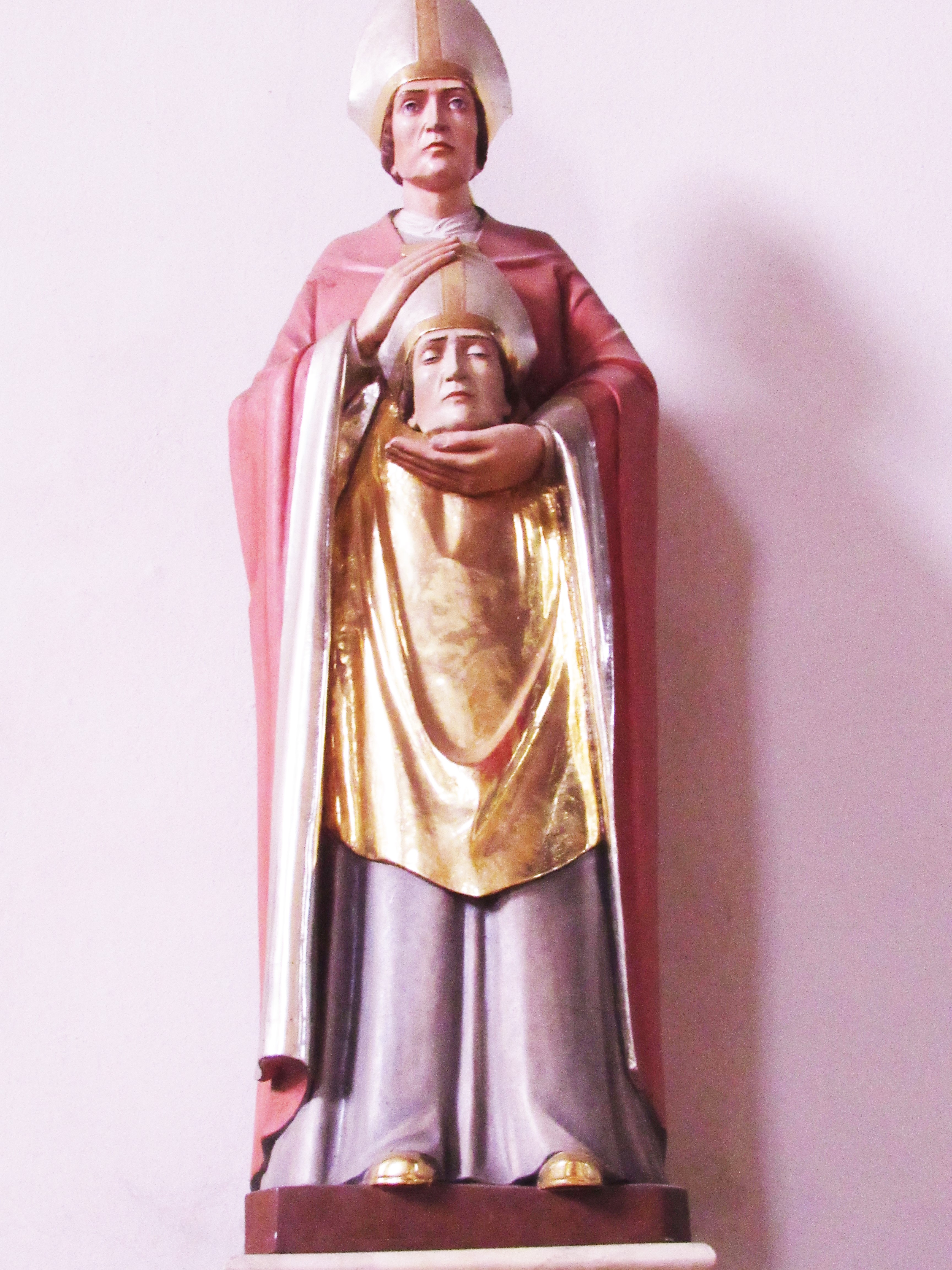
Kirchenpatron St. Dionysius

Die römisch-katholische Filialkirche St. Dionysius ist die Dorfkirche von unterfränkischen Rottershausen, einem Ortsteil des im bayerischen Landkreis Bad Kissingen gelegenen Oerlenbach.
Die Kirche gehört zu den Baudenkmälern in Oerlenbach und ist unter der Nummer D-6-72-140-47 in der Bayerischen Denkmalliste registriert.

## Geschichte
Ein erstes Kirchengebäude in Rottershausen entstand in der ersten Hälfte des 15. Jahrhunderts. Im Jahr 1770 erfolgten eine Renovierung des Kirchenraums sowie der Bau eines neuen Kirchturms. Im Rahmen des Ersten Koalitionskrieges entstanden Schäden am Kirchengebäude. Von 1857 bis 1858 wurde die Kirche erweitert. Während sich der Kirchturm der Vorgängerkirche aus dem 15. Jahrhundert erhalten hat, stammt das Langhaus in seiner heutigen Form aus dem Jahr 1859. Im Jahr 1921 bekam die Kirche eine neue Orgel von der Orgelbaufirma Willibald Siemann; im Jahr 1926 wurde eine Renovierung im Kircheninneren vorgenommen. In den Jahren 1965 und 1966 erfolgte eine umfangreiche Renovierung und Erweiterung von Kirche und Turm. Dabei wurde die bisherige östliche Ausrichtung der Kirche in eine westliche geändert; an der Ostseite des Kirchenbaus von 1859 war der Chor nur im Kircheninneren sichtbar durch eine Mauer mit Chorbogen abgetrennt.

## Beschreibung
Die Kirche besteht aus dem östlichen Kirchturm mit Zwiebelhaube, dem Langhaus, der südlich daran angebauten Taufkapelle, dem Querhaus und der westlichen Apsis. Die Taufkapelle und die Sakristei schließen südlich der Kirche einen Innenhof mit Mariengrotte ein.

## Ausstattung
In der Kirche befinden sich ehemalige Altarbilder des heiligen Sebastian (rechts) und der heiligen Maria (links), die der Bildhauer und Maler Michael Arnold 1862 und 1868 malte. 1992 und 1993 schuf der Bildhauer Peter Vollert aus  Üchtelhausen aus Bronze das Hochaltarbild „Lebensbaum“, den „Brennenden Dornbusch“ am Volksaltar und die Darstellung des heiligen Geistes am Ambo.  Links neben der Apsis ist eine Statue des Kirchenpatrons angebracht, geschnitzt vom Holzschnitzer Günter Metz aus Langenleiten, rechts neben der Apsis eine Statue der Muttergottes. Das Apsisbild „Sendung des heiligen Geistes“ malte der Würzburger Maler Friedrich May 1979, ebenso 1977 die vier Evangelistenfenster im Querhaus.

## Glocken
Im Jahr 1914 bekam die Kirche eine dritte Glocke. Nachdem die Glocken im Zweiten Weltkrieg eingeschmolzen wurden, installierte man später vier neue Glocken. Am 15. August 1998 fand unter Dekan Oskar Pflüger eine Glockenweihe statt. Das neu gegossene Geläut in Dur setzt sich wie folgt zusammen:
| Nr. | Schlagton | Gewicht    | Glockengießer |  |
| --- | --------- | ---------- | ------------- |  |
| 1   | e´        | 1000 kg    | Fa. Perner    |  |
| 2   | fis´      | 830 kg     | Fa. Perner    |  |
| 3   | gis´      | 580 kg     | Fa. Perner    |  |
| 4   | h´        | ca. 400 kg | Fa. Perner    |  |
| 5   | cis´´     | 340 kg     | Fa. Perner    |  |

## Bilder

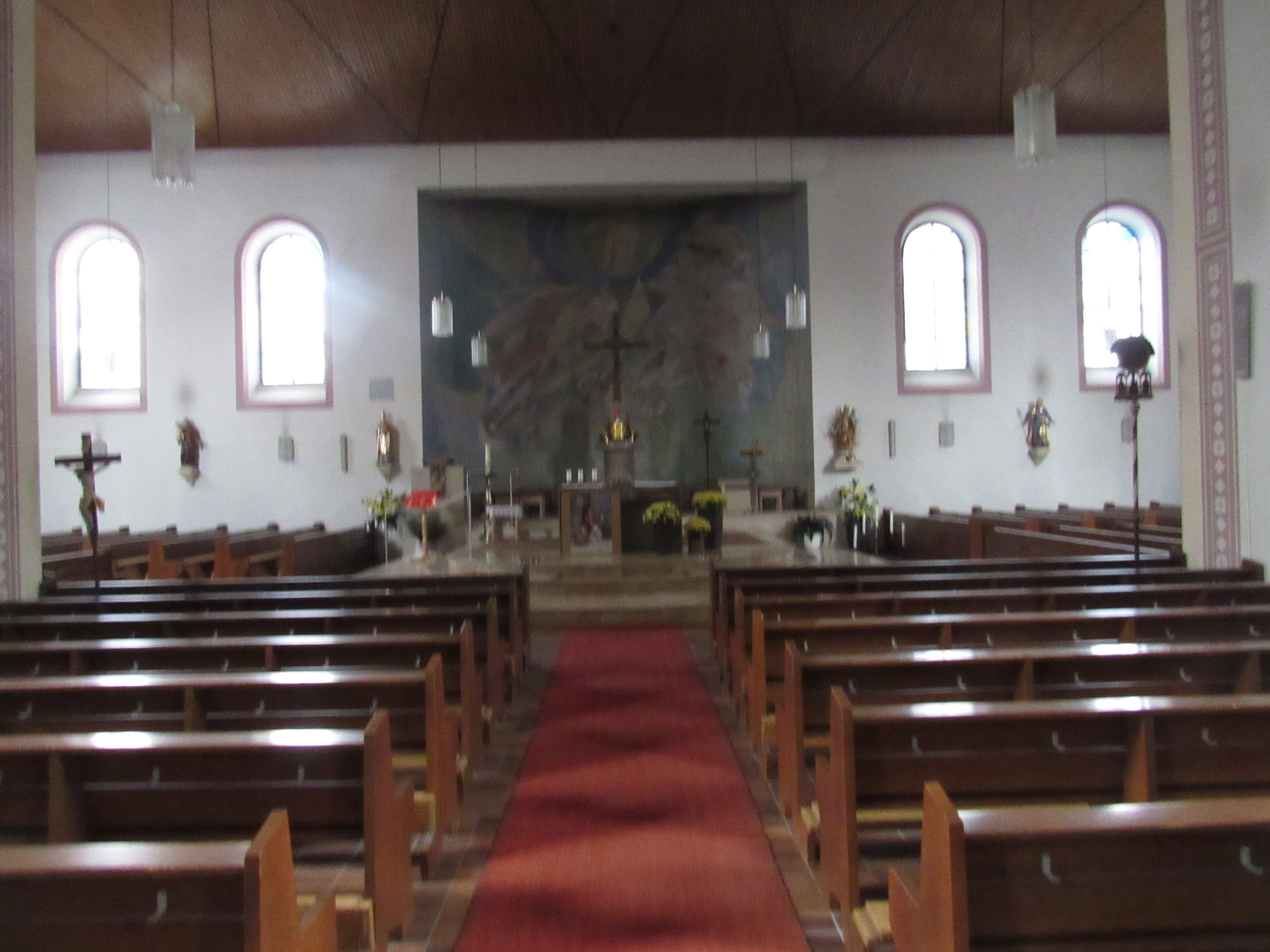
Blick nach vorne
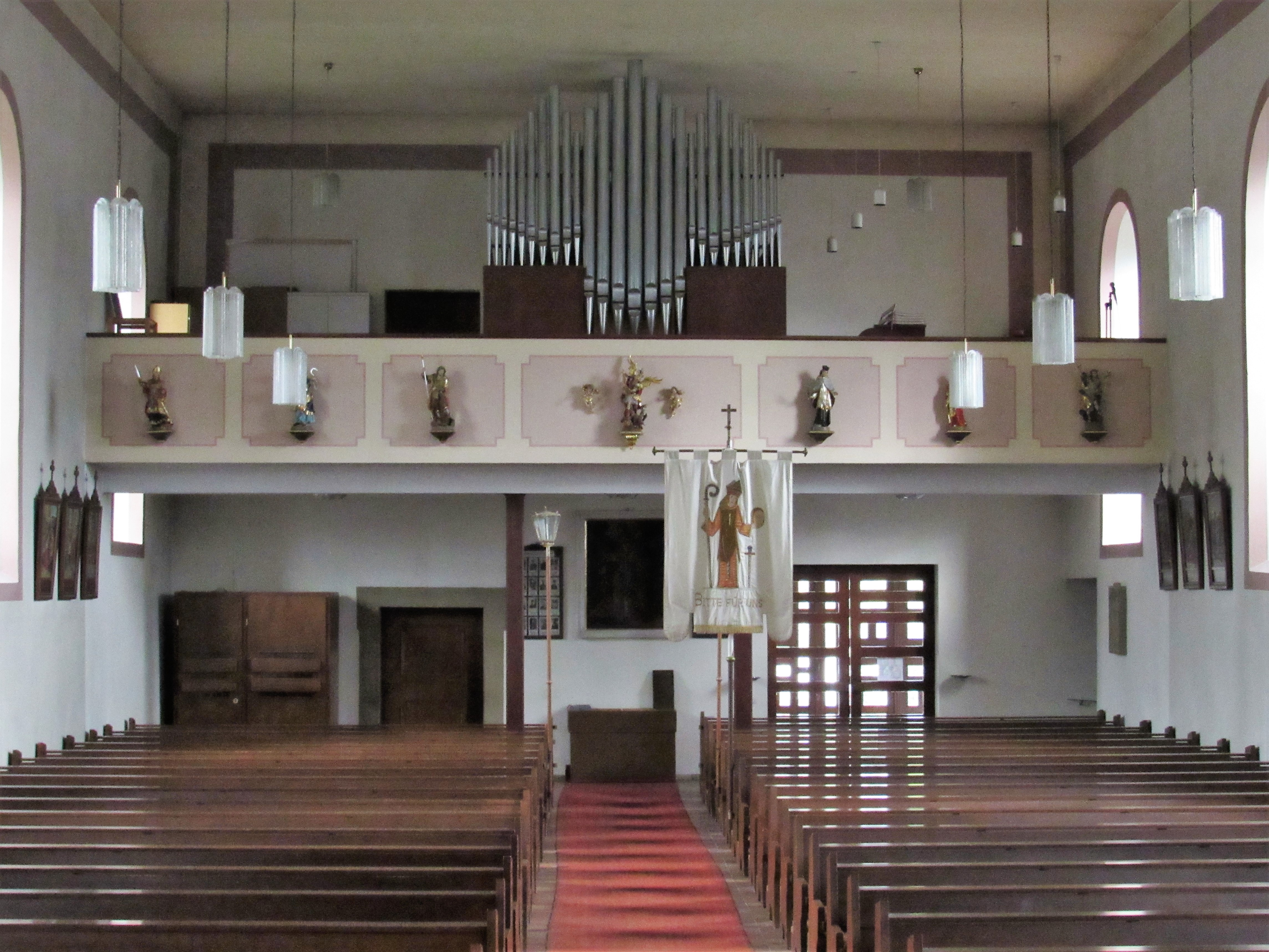
Blick nach hinten
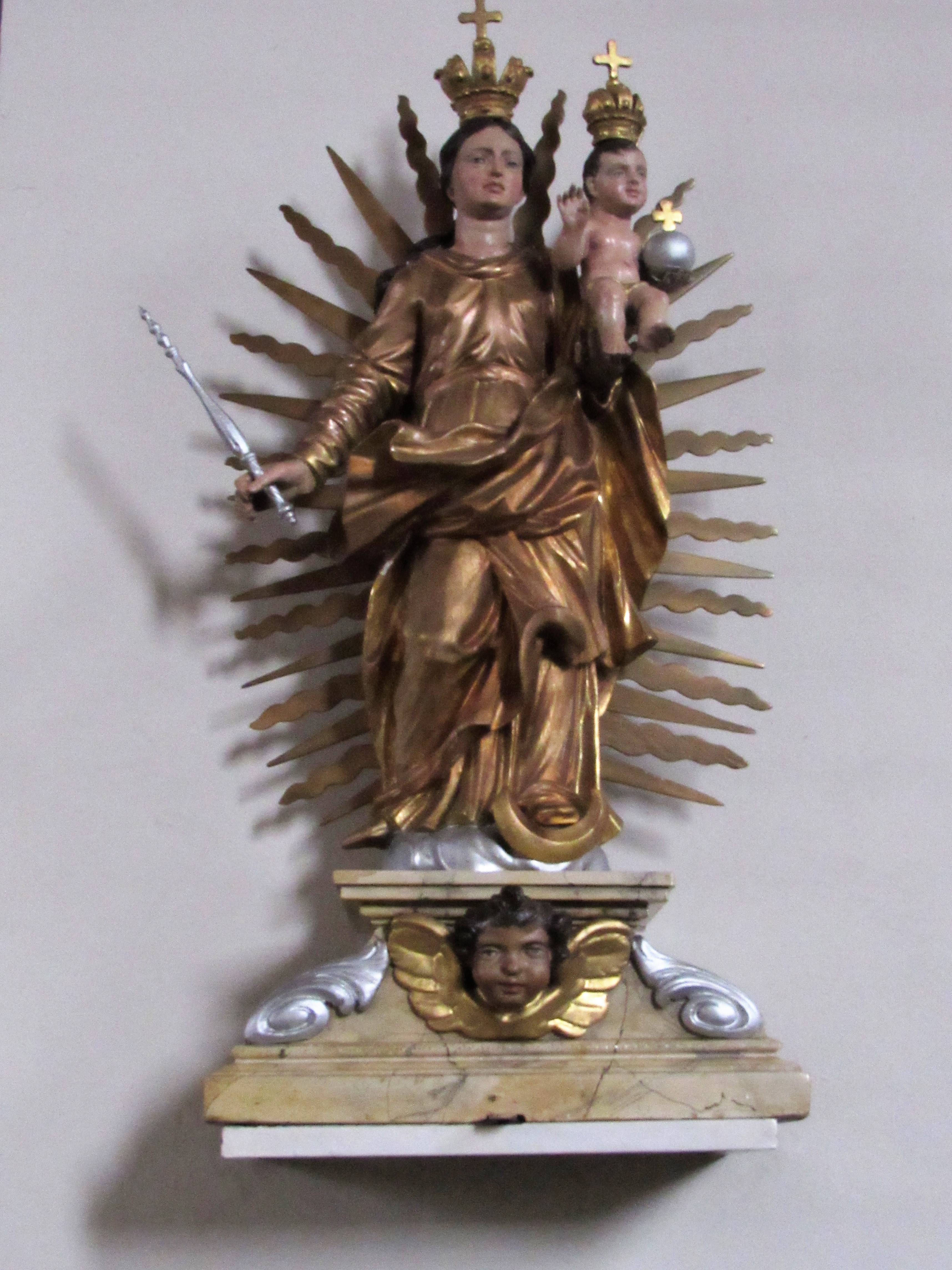
Muttergottes
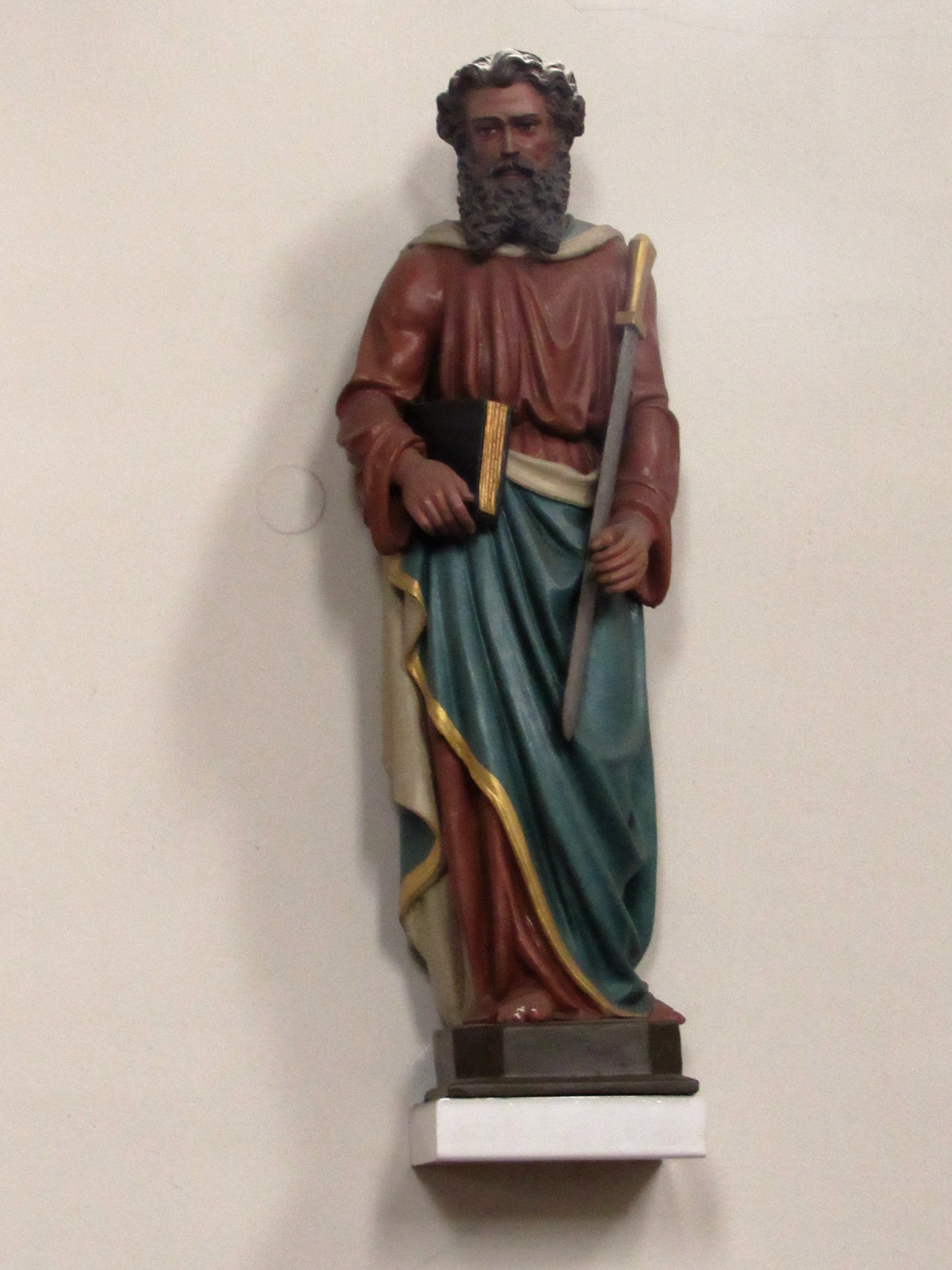
Heiliger Paulus
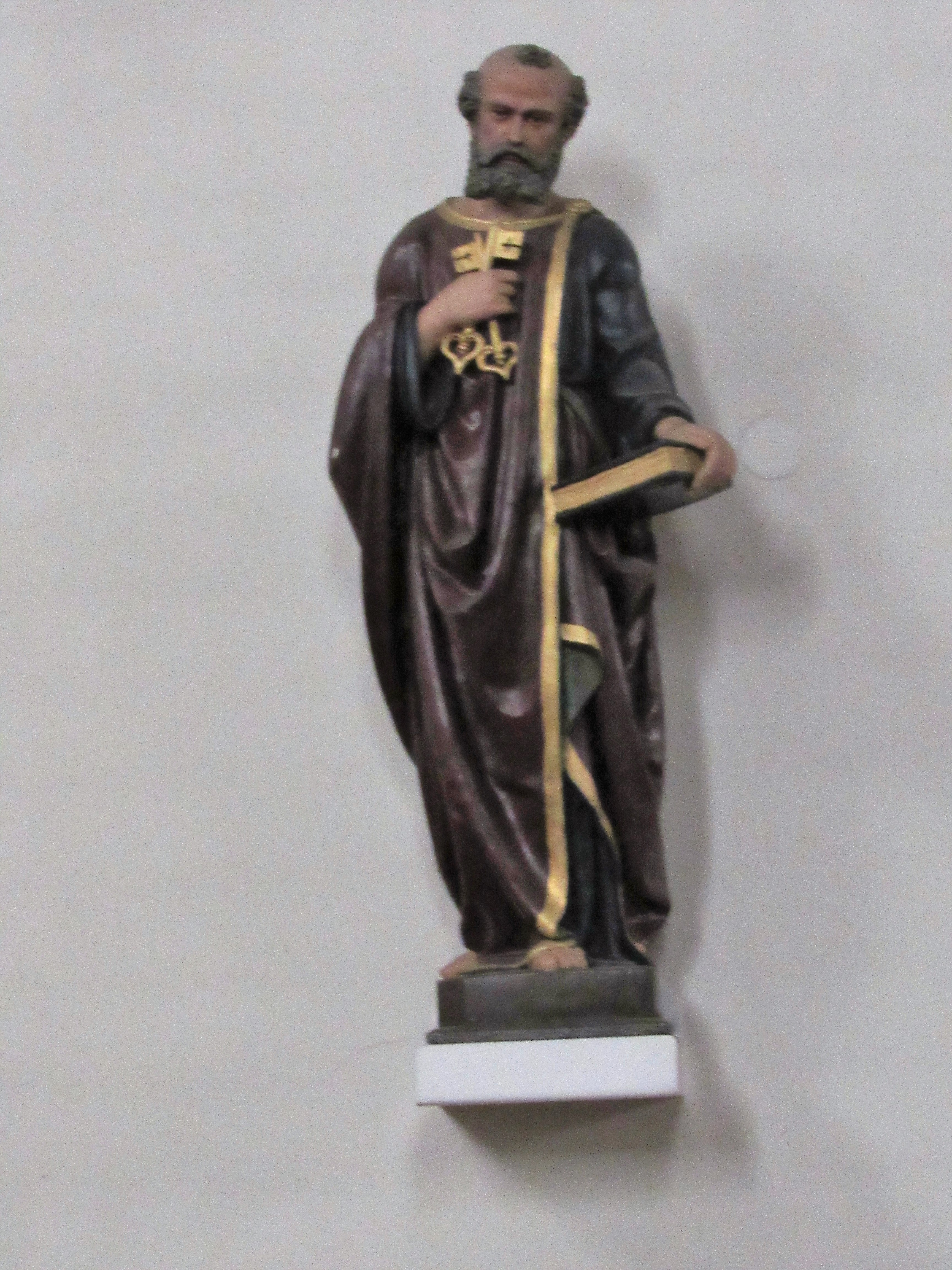
Heiliger Petrus
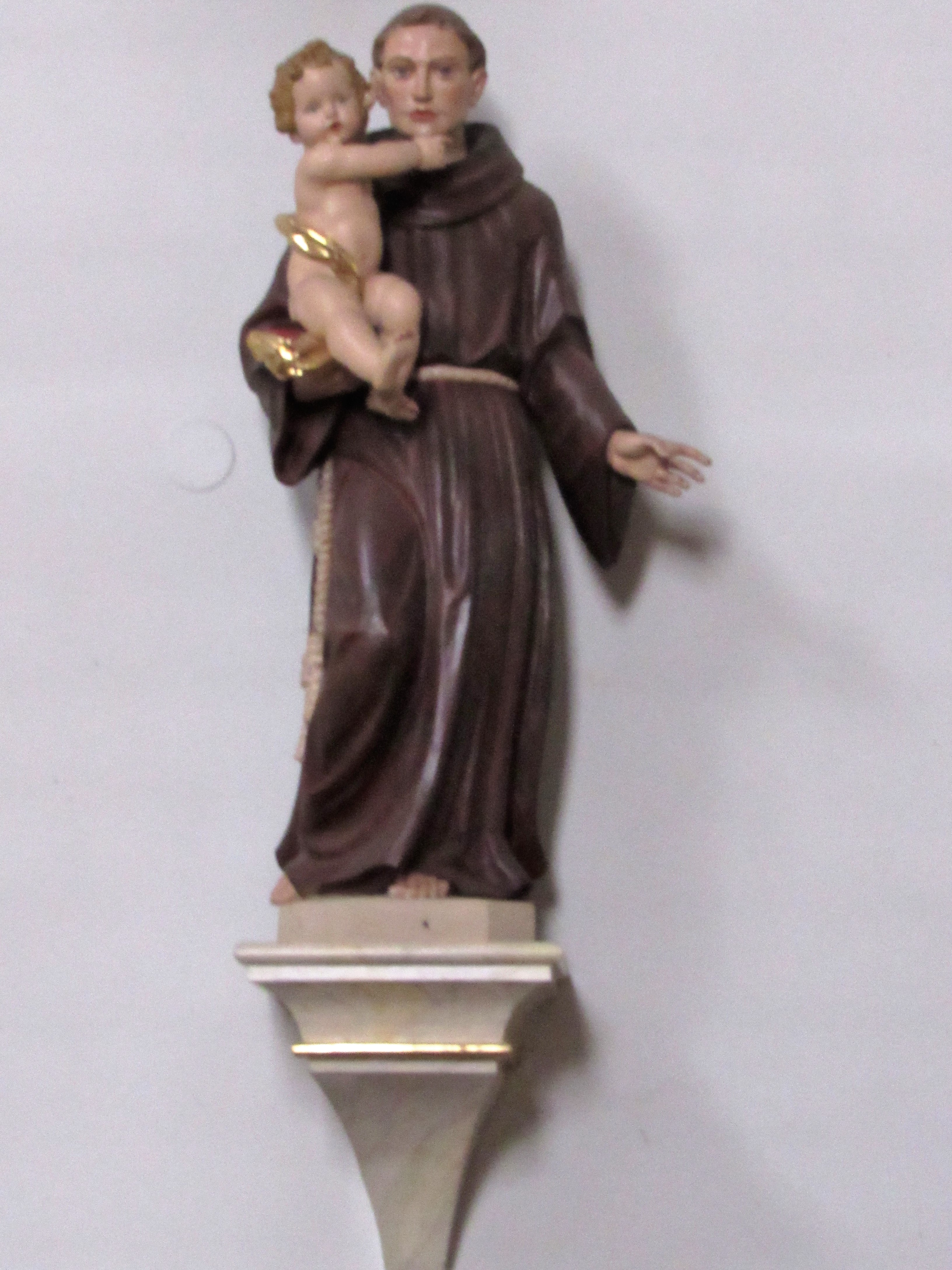
Heiliger Antonius
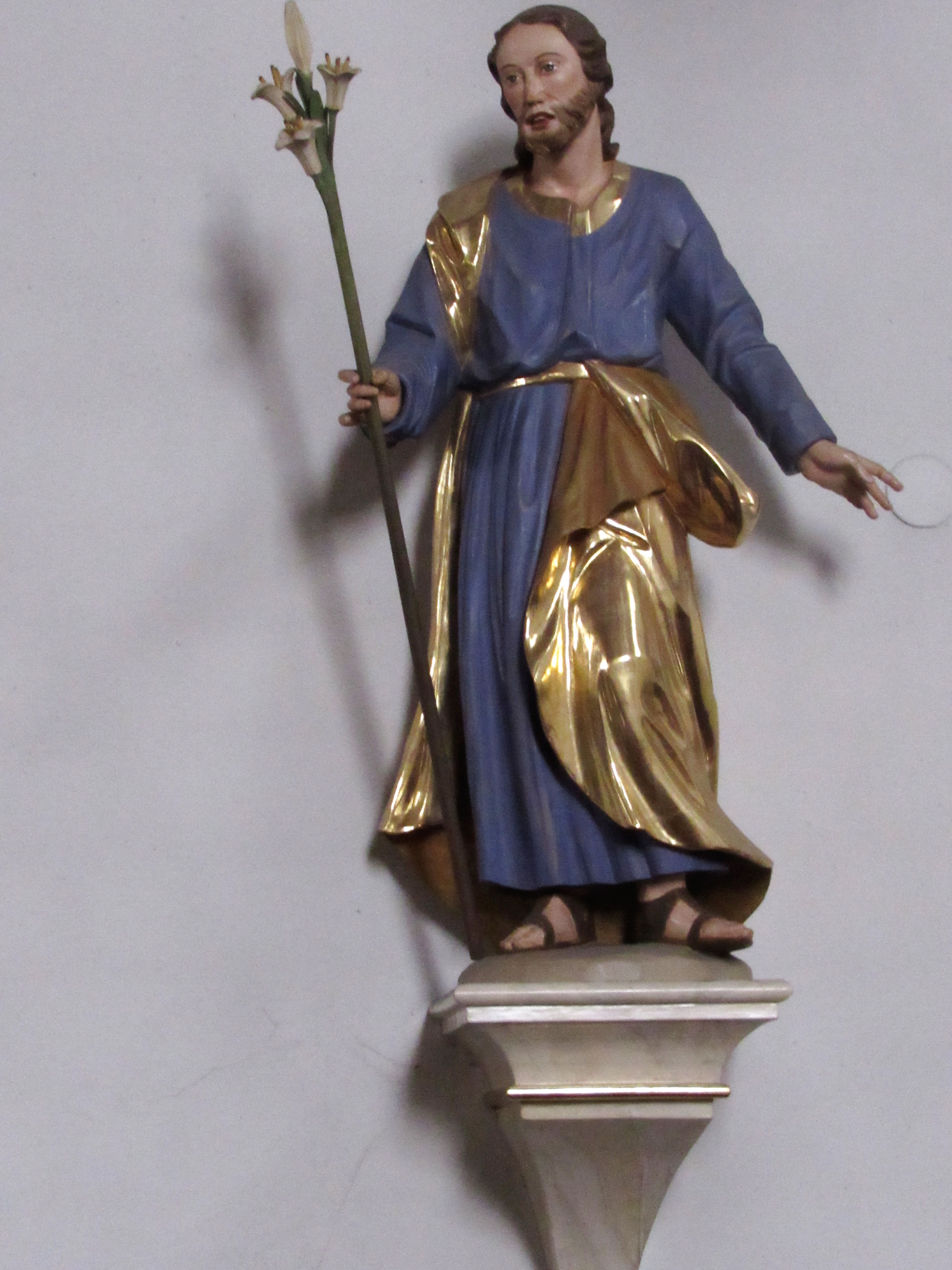
Heiliger Josef
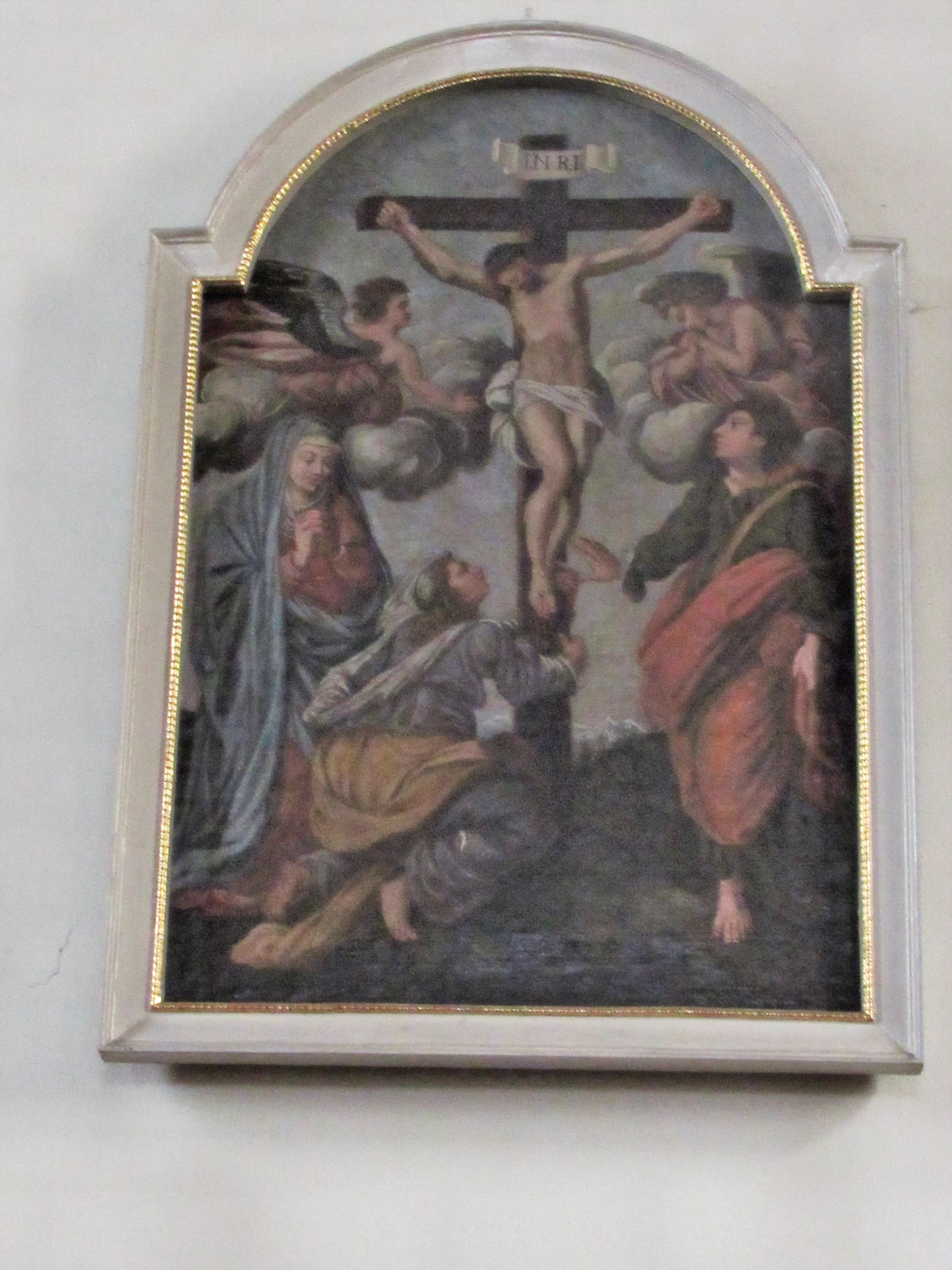
Bild der Kreuzigung
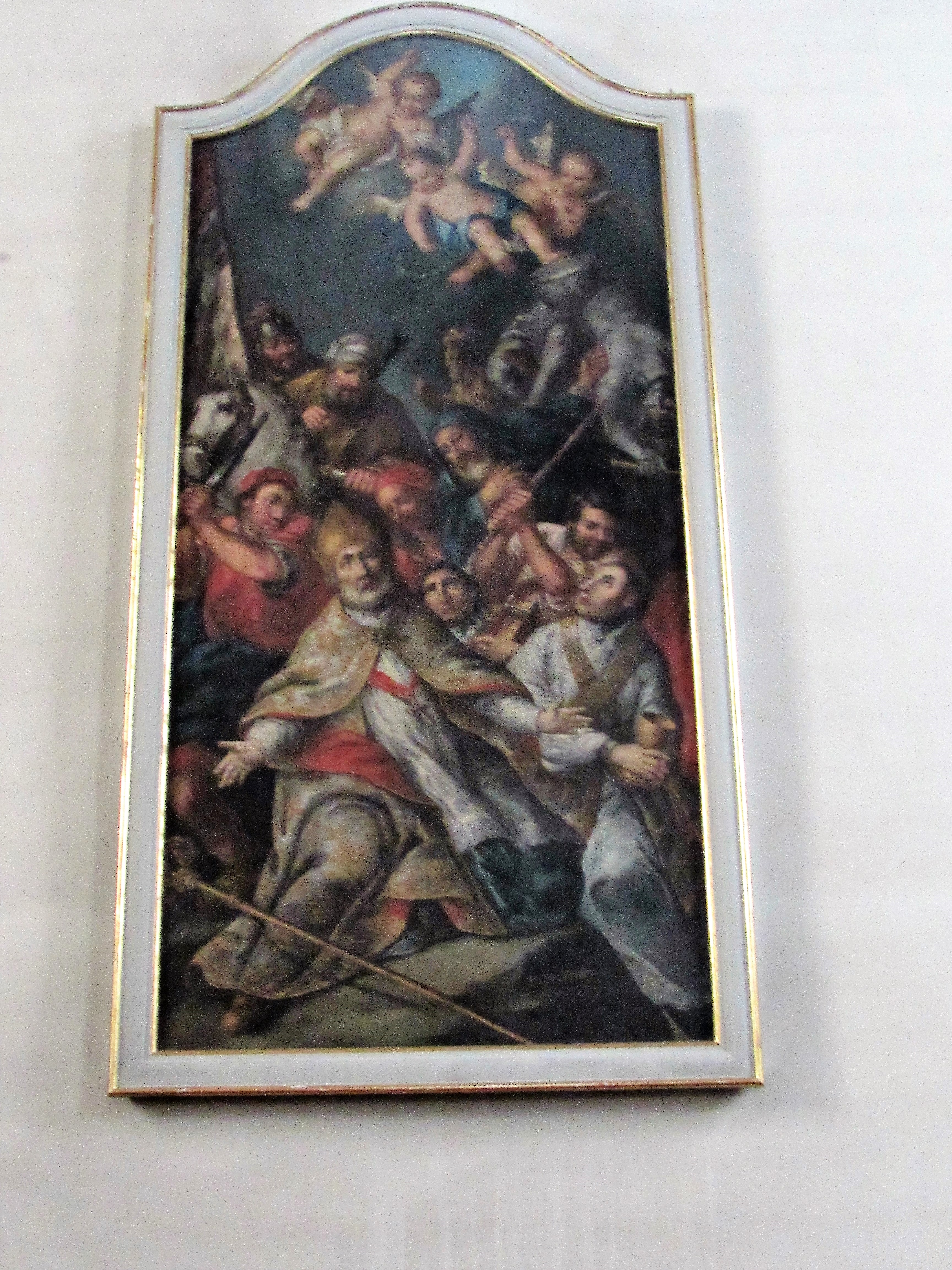
Bild Heiliger Dionysius